# Антипинський (Новосибірська область)
Антипинський (рос. Антипинский) — селище у Коченевському районі Новосибірської області Російської Федерації.
Входить до складу муніципального утворення Дупленська сільрада. Населення становить 19 осіб (2010).

## Історія
Згідно із законом від 2 червня 2004 року органом місцевого самоврядування є Дупленська сільрада.

## Населення
| 2002 | 2007 | 2010 |
| ---- | ---- | ---- |
| 38   | ↘32  | ↘19  |